# Jastrzębica
Jastrzębica (ukr. Яструбичі, Jastrubyczi), Jastrzębicze – wieś na Ukrainie, w obwodzie lwowskim, w rejonie szeptyckim. Wieś liczy 1191 mieszkańców.
Znajduje się tu zabytkowa cerkiew drewniana św. Michała z 1759 roku.

## Historia
W II Rzeczypospolitej do 1934 samodzielna gmina jednostkowa. Następnie wieś należała do zbiorowej wiejskiej gminy Korczyn w powiecie sokalskim w woj. lwowskim. 
W lutym 1944 nacjonaliści ukraińscy z OUN-UPA zamordowali tutaj 14 Polaków, grabiąc i paląc polskie zagrody.
Po wojnie wieś weszła w struktury administracyjne Związku Radzieckiego.
Do 2020 w rejonie radziechowskim.